# 가평초등학교 (경기)
가평초등학교는 대한민국 경기도 가평군에 있는 공립 초등학교이다.

## 학교 연혁
- 1907년 6월 25일 사립가능학교로 개교
- 1910년 4월 1일 가평공립보통학교 인가
- 1938년 3월 31일 가평명륜공립심상소학교로 개칭
- 1941년 4월 1일 가평명륜공립국민학교로 개칭
- 1947년 4월 1일 가평국민학교로 개칭
- 1996년 3월 1일 가평초등학교로 개칭
- 2002년 3월 1일 복장포초등학교 통폐합
- 2007년 6월 25일 개교 100주년 기념식
- 2016년 3월 1일 제20대 이복희 교장 취임
- 2017년 11월 8일 꿈자람가능관 개관
- 2018년 2월 9일 105회 졸업식 140명(총 18,446명)
- 2027년 6월 25일 개교 120주년

## 참고 자료
- 가평초등학교 - 한국교육학술정보원 학교알리미